# Onthophagus cancer
Onthophagus cancer là một loài bọ cánh cứng trong họ Bọ hung (Scarabaeidae).